# رجل ثقة (لوست)
«رجل ثقة» هي الحلقة الثامنة من الموسم الأول من لوست . الحلقة من إخراج تاكر جيتس وكتابة دامون ليندلوف. تم بثها لأول مرة في 10 نوفمبر 2004، على قناة ABC. ظهرت شخصية جيمس "سوير" فورد (جوش هولواي) في فلاشباك الحلقة. سوير يتهم بسرقة جهاز استنشاق لشانون رذرفورد (ماغي غرايس)، ويعذبه سعيد جراح (نافين أندروز) في محاولة لمعرفة مكانه. في الفلاشباك، يتم الكشف عن حياة سوير قبل الحادث، حيث أظهرت حيله كرجل ثقة.
كان الهدف من الحلقة جعل سوير يبدو وكأنه أقل عدوانية، حيث كان يتصرف بشكل عام كغريم في الحلقات السابقة. كما أنها مهدت الطريق لمثلث الحب بين كيت وسوير وجاك. تم بث الحلقة لأول مرة في الولايات المتحدة في 10 نوفمبر 2004، وحصدت 18.44 مليون مشاهد. لقد تلقى مراجعات إيجابية في الغالب، على الرغم من أن عددًا قليلاً من المراجعين ناقشوا جوانب الحلقة التي شعروا أنها لا تنسجم جيدًا مع بقية الحلقة والمسلسل.[بحاجة لمصدر]

## القصة

### الفلاشباك
سوير في السرير مع جيسيكا (كريستين ريتشاردسون) امرأة شابة. بعد أن أعلن حبه لها، أدركت أنه تأخر عن الاجتماع. وبينما كان يندفع للمغادرة، انفتحت حقيبته بالخطأ، وظهرت آلاف الدولارات التي يدعي أنها لم يكن من المفترض أن تراها. أخبرها سوير بعد ذلك أنه يلتقي بشخص ما للحصول على أموال مقابل استثمار سيضاعف أمواله بثلاثة أضعاف في غضون أسبوعين، وأخبرته جيسيكا أنها ستحصل على أموال إضافية من زوجها ديفيد (مايكل ديلوز)، حتى تتمكن هي وسوير من تقاسم الأرباح. في وقت لاحق، تم الكشف عن سوير ليكون فنانًا محتالًا في ديون القروض، ويطالبه كيلو (بيلي مايو) باستعادة أمواله في اليوم التالي، بالإضافة إلى خمسين بالمائة. يذهب سوير إلى منزل جيسيكا لوضع اللمسات الأخيرة على الصفقة، لكنه يتراجع عندما رأى ولد صغير (جيم وويتاس)، وهو ابنهما، يخرج من غرفة أخرى. قام فجأة بإلغاء الحيلة، وترك حقيبته من المال، واندفع للخروج من منزلهم.

### على الجزيرة
إنه اليوم التاسع، 30 سبتمبر 2004. على الشاطئ، أمسك سوير بون كارلايل (إيان سومرهالدر) وهو يبحث في خبأته للأشياء التي انتشلها من الحادث، وجاك شيبارد (ماثيو فوكس) يعالج جرحًا في رأس سعيد. أبلغه سعيد عن فشله في تثليث إشارة الاستغاثة، وتدمير جهاز الإرسال والاستقبال من مهاجمه. شانون جلبت بون الملطخ بالدماء إلى الكهوف، حيث يشرح لجاك أن سوير ضربه، وأن الربو الذي تعاني منه أخته شانون أصبح مشكلة. أصبح العديد من الناجين مقتنعين بأن سوير يخزن بعض أجهزة الاستنشاق من الحطام. يطلب جاك أجهزة الاستنشاق من سوير دون جدوى، وعندما تفعل كيت الشيء نفسه، يقول سوير إنه سيتخلى عن جهاز الاستنشاق إذا قبلته كيت. ترفض كيت خدعته وتغيظه بشأن الرسالة التي كثيرًا ما يقرأها. سوير جعل كيت تقرأ الرسالة بصوت عالٍ. الرسالة موجهة إلى «السيد سوير» وتوضح أن السيد سوير مارس الجنس مع والدة كاتب الرسالة وسرق كل أموال والد كاتب الرسالة، مما أدى إلى قتل الأب لزوجته ونفسه.
كما ناقش سعيد وجون لوك (تيري أوكوين) الهجوم على سعيد، يشير لوك إلى أن سوير هو الجاني، بما إنه يعمل بشكل جيد لنفسه في الجزيرة، ويخزن ممتلكات الآخرين، ويبدو أيضًا أنه يكره سعيد. في هذه الأثناء، تبدأ شانون في مواجهة صعوبة في التنفس بسبب نقص الأدوية وتبدأ بالذعر بسبب هذه المشكلة. يحاول جاك الحصول على الإجابات من سوير بضربه، لكنه يتوقف عندما يرى عدم موافقة الآخرين. ثم بموافقة جاك، يربط سعيد سوير بشجرة ويعذبه للحصول على إجابات، وكشف أنه قام بتعذيب الناس من قبل.
وافق سوير أخيرًا على التخلي عن أجهزة الاستنشاق، ولكن فقط لكيت. يقول مرة أخرى إنه سيسلم الدواء إذا قبلته، وهو ما تفعله على مضض، ليخبرها أنه ليس لديه الدواء في الأساس. كيت تصفع سوير، ويهاجمه سعيد الغاضب ويطعنه في ذراعه ويصيب شريانًا. وصل جاك لوقف النزيف وإنقاذ حياة سوير.
سوير يستيقظ في اليوم التالي، 1 أكتوبر 2004، وذراعه معصوفة، بينما كيت تنظر. أخبرت سوير أنها تعلم أن الرسالة كتبت عندما كان سوير طفلًا، وتعلم أيضًا أن الرسالة لم تكن مكتوبة إلى سوير، بل هو من كتبها. أخبر كيت أن اسمه الحقيقي ليس سوير وأن الرسالة كتبت إلى سوير الحقيقي، وهو رجل محتال دمر عائلته. انتهى به الأمر إلى أن يصبح شخصًا محتالًا، لذلك اتخذ اسم سوير كاسم مستعار. ينتزع الرسالة من كيت ويطلب منها ألا تشعر بالأسف تجاهه وأن تغادر.
على الرغم من مناشدات كيت، انطلق سعيد لاستكشاف شواطئ الجزيرة في عزلة فرضها على نفسه، ويحتاج إلى وقت للتصالح مع أفعاله في تعذيب سوير، بينما تساعد صن-هوا كوون (كيم يون-جين) شانون من خلال صنع مرهم أوكالبتوس لتنظيف ممراتها القصبية. تشارلي بيس (دومينيك موناغان) يقنع كلير ليتلتون (إميلي دي رافين) بالانتقال إلى الكهوف، لأنهم أبرموا صفقة أنه إذا عثر تشارلي على زبدة الفستق، فسوف تنتقل؛ تشارلي يشاركها إناء وهمي من زبدة الفستق. سوير يحاول حرق الرسالة التي كتبها، لكنه يجد نفسه غير قادر على فعل ذلك.

## الإنتاج

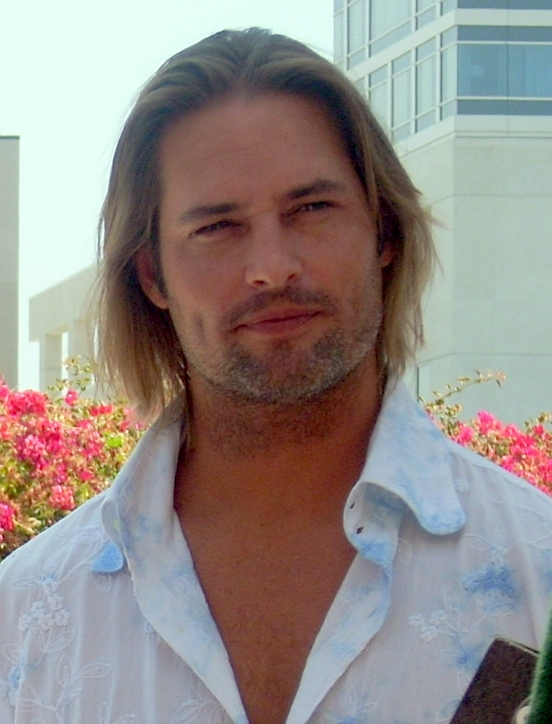
كانت الحلقة تهدف إلى التعريف بإنسانية سوير (التي يؤدي شخصيته جوش هولواي)، ومعارضة موقفه الخسيس قليلاً في الحلقات السابقة.

تمت كتابة الحلقة لإضفاء الطابع الإنساني على سوير وإنشاء مثلث الحب بينه وبين كيت وجاك. كان من المفترض أن تنظر كيت إلى سوير بطريقة جديدة، ووفقًا للينديلوف، فكر بـ، "وأو، هذا الرجل ليس مجرد مشاكس." تُظهر الحلقة أيضًا الغموض الأخلاقي لبعض الشخصيات من خلال الكشف عن المزيد من شخصياتهم، حيث يتم تقديم الأشخاص على أنهم أبطال يقومون بأشياء لا يُنظر إليها عمومًا على أنها تشبه البطل - مثال على ذلك قيام جاك بضرب سوير ثم مطالبة سعيد في النهاية بتعذيبه؛ والشخصية المعادية، سوير، يثبت أنه ليس مجرد خصم - مثال على ذلك خلفيته وماضيه، والتي تظهر أنه ليس شريرا فقط. أوضح ليندلوف أنه يريد سوير أن "يخرج قليلاً من قوقعته، ويقول للجمهور،" من المفترض أن تحبوا هذا الرجل "، موضحًا،"أصل كونه أحمق هو الأشياء الفظيعة التي حدثت له عندما كان طفلاً صغيرًا، وهو غاضب حقًا".
سوير وجين سو كوون (دانيال داي كيم) كانا أقل الشخصيات المحبوبة من قبل المشاهدين خلال الحلقات القليلة الأولى، لأنهم حسب ليندلوف، «كانوا بغيضين حقًا، وأشرار». لكن في الحلقات اللاحقة، تغير سوير وجين ليكونا محبوبين أكثر. في بداية حلقة «رجل الثقة»، شوهد سوير يقرأ رواية ووترشيب داون بقلم ريتشارد آدامز (هذا هو نفسه الكتاب الذي جعل بون يعتقد أن سوير أخذ جهاز استنشاق شانون). تتشابه الرواية مع لوست في العديد من أوجه التشابه، بما في ذلك «الاستغناء»، وبناء المجتمع. علاوة على ذلك، فإن أبطال ووترشيب داون هم الأرانب - وهو موضوع متكرر في لوست. تنتهي الحلقة بمونتاج لشخصيات مختلفة تؤدي أنشطة مختلفة، حيث تظهر أغنية "I Shall Not Walk Alone" (لا يجب أن أمشي وحيدا)، والتي كتبها بن هاربر وأداها الأولاد المكفوفون من ألاباما. إحدى كلمات الأغنية هي «لقد وصلت للتو إلى الأم ماري». اسم والدة سوير هي ماري، ووفقًا للمراجع تيريز أوديل من هيوستن كرونيكل، قد تشير الأغنية إلى ذلك. كما قال عازف الإيقاع ريان ماكيني من الأولاد المكفوفون من ألاباما عن العديد من أعضاء المجموعة الكفيفون، «لا يجب أن تكون إعاقتنا عائقًا. لا يتعلق الأمر بما لا يمكنك فعله. يتعلق الأمر بما تفعله. وما نفعله هو أن نغني موسيقى إنجيلية جيدة.»  هذا الاقتباس مشابه جدًا للاقتباس الذي يتكرر كثيرًا من قبل العديد من الشخصيات (خاصةً لوك)، «لا تخبرني بما لا يمكنني فعله.» 

## ما بعد البث
تم بث «رجل ثقة» لأول مرة في الولايات المتحدة في 10 نوفمبر 2004.  18.44 مليون شخص في أمريكا شاهد الحلقة على الهواء مباشرة،  بانخفاض طفيف عن الحلقة السابقة، «العثة»، والتي حصدت 18.73 مليون مشاهد. تلقت الحلقة آراء متباينة إلى إيجابية. كريس كارابوت من IGN أعطى الحلقة 8.4/10 ووصفها بأنها «قطعة شخصية رائعة ومكتوبة بشكل جيد تقوم بعمل ممتاز في جلب سوير إلى دائرة الضوء»، مشيدًا لاحقًا بأداء جوش هولواي، حيث كتب أن «نجاح هذه الحلقة يبدأ وينتهي مع جوش هولواي. حتى الآن، نعلم أنه جيد في لعب دور سوير الرجل القاسي، لكن عليه الآن بيع جزء متعدد الطبقات من إنسان يكره نفسه لأنه أصبح الرجل الذي دمر عائلته. نجح هولواي في إنشاء شخصية سرعان ما تنكشف خلال الحلقة حيث تم الكشف عن سره الرهيب.»  صنف موقع الويب لاحقًا «رجل ثقة» كحلقة 47 من أفضل حلقات مسلسل لوست، مشيدًا بكيفية «تغيير وجهة نظرك بالكامل للشخصية» في الكشف عن كيفية ظهور سوير، مما شكل نقطة انطلاق لـ «أحد أعظم الشخصيات الأقواس ليس فقط في لوست، ولكن في كل مسلسلات التلفزيون الحديث».
كما كان لـ ريان ماكجي من Zap2it مراجعة إيجابية للحلقة، حيث كتب أن «رجل ثقة» كانت «حلقة مشدودة ومتوترة ومبنية على الشخصية والتي تفوقت على الجزيرة وأتت ثمارها في الفلاش باك أيضًا.»  أعطى روبن بيرسون من الناقد التلفزيوني الحلقة 82/100، مشيدًا بأداء سوير، وكتب أنها كانت «قصة مكتوبة جيدًا»، لكنه انتقد المونتاج الموسيقي في النهاية باعتباره «عكاز»، موضحًا أن «الأمر كما لو أنه لا يمكن للمخرجين التفكير في أي طريقة أخرى لإنهاء العرض». مايلز ماكنوت من نادي AV أعطى «رجل ثقة» درجة B وكتب أن «الفلاش باك لسوير ممتاز»، لكنه أضاف أن «لوست - على الأقل في هذه المرحلة من عرضه - لا يعاير أحد شخصياته لتعذيب شخص آخر. الحلقة ببساطة لا تفعل ما يكفي لتوصيلنا إلى النقطة التي يمكننا أن نفهم فيها سبب أهمية هذا الحدث، ولماذا لم يكن من الممكن أن تسود العقول الأكثر برودة». صنفت إيميلي فانديرويرف من لوس أنجلوس تايمز الحلقة على أنها أفضل 83 حلقة من لوست (باستثناء الحلقة الأخيرة)، وكتابة الحلقة «ليست سيئة، ولكن إعطاء سوير قصة منشأ كبيرة وملحمية تبدو وكأنها خارج الموضوع.» 